# Museo Arqueológico Profesor Sotomayor
El Museo Arqueológico Profesor Sotomayor es un museo situado en la ciudad de Andújar, en la provincia de Jaén, España. Creado en 1999, recibe este nombre en honor al profesor Manuel Sotomayor Muro, primer arqueólogo que excavó el yacimiento de Los Villares, donde se ubica la antigua Isturgi Triumphales, origen de la actual ciudad de Andújar, que se remonta al periodo Neolítico y que más adelante, en época romana, se convirtió en un gran centro de producción de terra sigillata, razón por la cual hasta el año 2008 fue considerado un museo de terra singillata. 
El museo tiene su sede en el palacio Niños de Don Gome, edificio patrimonial catalogado como Bien de Interés Cultural (BIC) y que se remonta al año 1570. El palacio se articula en torno a un patio renacentista de cuatro crujías y sobresale especialmente su portada construida en torno a 1620. 
Las salas del museo exhiben restos de fauna marina fosilizados, piezas del Paleolítico, el Neolítico y la cultura de El Argar, ajuares funerarios íberos, broches visigodos, piezas cerámicas andalusíes y cristianas, y la ya mencionada cerámica y otras piezas romanas. 